# San Sebastián Ixcapa
San Sebastián Ixcapa är en kommun i Mexiko.   Den ligger i delstaten Oaxaca, i den sydöstra delen av landet, 300 km söder om huvudstaden Mexico City.
Följande samhällen finns i San Sebastián Ixcapa:
- Vista Hermosa
- Costatitlán
- Cañada del Totomoxtle
- Llano de la Vaca